# Canopus Hill
Pour les articles homonymes, voir Canopus.
Canopus Hill est située sur l'île de Malouine orientale à proximité de Port Stanley, la capitale des îles Malouines. Elle a été nommée d'après le navire HMS Canopus qui tira le premier lors de la bataille des Falklands pendant la Première Guerre mondiale.